# Somen Tchoyi
Somen Alfred Tchoyi (Douala, Camerún, 29 de marzo de 1983) es un exfutbolista camerunés, Su último club fue el UFC Hallein.

## Clubes
| Club                     | País       | Año         | Partidos | Goles |
| Union Douala             | Camerún    | 2004 - 2005 | 13       | 2     |
| Odd Grenland             | Noruega    | 2005 - 2006 | 28       | 1     |
| Stabæk IF                | Noruega    | 2006 - 2008 | 49       | 8     |
| Red Bull Salzburgo       | Austria    | 2008 - 2010 | 68       | 14    |
| West Bromwich Albion     | Inglaterra | 2010 - 2012 | 38       | 7     |
| F. C. Augsburgo          | Alemania   | 2013        |          |       |
| Arena Cronus             | Indonesia  | 2014 - 2015 |          |       |
| Austria Salzburgo        | Austria    | 2015        |          |       |
| UFC Markt Allhau         | Austria    | 2016        | 15       | 8     |
| SV Bürmoos               | Austria    | 2018        | 1        | 0     |
| ASV Taxham               | Austria    | 2018 - 2019 | 2        | 1     |
| SC Konstanz-Wollmatingen | Alemania   | 2019 - 2020 | 2        | 1     |
| UFC Hallein              | Austria    | 2021 - 2022 | 1        | 0     |

## Palmarés

### Como jugador

#### Títulos nacionales
| Título      | Club (*)           | País    | Año     |
| ----------- | ------------------ | ------- | ------- |
| Eliteserien | Stabæk IF          | Noruega | 2008    |
| Bundesliga  | Red Bull Salzburgo | Austria | 2008-09 |
| Bundesliga  | Red Bull Salzburgo | Austria | 2009-10 |

- Datos: Q459109
- Multimedia: Somen Tchoyi / Q459109